# Мар’їно (Торжоцький район)
Мар’їно (рос. Марьино) — село в Торжоцькому районі Тверської області Російської Федерації.
Населення становить 467 осіб. Входить до складу муніципального утворення Мар'їнське сільське поселення.

## Історія
Від 2005 року входить до складу муніципального утворення Мар'їнське сільське поселення.

## Населення
| 1859 | 1884 | 1897 | 1997 | 2002 | 2008 | 2010 |
| ---- | ---- | ---- | ---- | ---- | ---- | ---- |
| 734  | ↘600 | ↘547 | ↘476 | ↘431 | ↗447 | ↗467 |